# São Bento do Tocantins
Pour les articles homonymes, voir São Bento.
São Bento do Tocantins est une municipalité brésilienne située dans l'État du Tocantins.